# ボーケーオ県
ボーケーオ県（ボーケーオけん）はラオス北部の県。メコン川上の国境によってタイ、ミャンマーと隣接している。

## 交通
タイ
県都であるフアイサーイ郡はメコン河畔に位置する町であり、タイならびにタイ経由の欧米からの旅行者の往来、タイからの日用品物資の北部ラオスへの集積・流通の町として栄えている。タイ側はチェンコンという名の町である。
2013年12月に、ファーサイの下流約10㎞地点に第4タイ・ラオス友好橋が完成・供用開始されたため、外国人はこちらのみを利用することとなった。現在では、従来の渡し船によるタイ・チェンコンからの越境は、地元住民のみ可能である。この国境をタイ側より渡るにはラオス側のイミグレーションでオン・アライバルビザを取得できるので、特に事前にビザを取得してなくとも、ラオス側に入国できる。多くの旅行者がタイ側からこの国境を渡りラオスに入国して、ラオスの他の都市（ルアンパバーン、ルアンナムター、ヴィエンチャン）にメコン川の水路あるいは陸路で向かうことができる。
中国
現在このタイとの国境にあるフエイサイから隣のルアンナムター県にある中国との国境に至る国道3号線の整備プロジェクト（南北経済回廊）が進行中であり、このプロジェクトが完成する2007年末には、タイ国境から中国国境まで3時間~4時間で車両の通行できる2車線のアスファルト道路が整備される。
ミャンマー
ミャンマーとラオスとの国境は現在フェリーでしか渡れないが、イミグレーションがないので両国民以外の旅行者の移動はできない。

## 行政区分
1. 05-01 フアイサーイ郡
2. 05-03 ムーン郡（英語版）
3. 05-05 パークター郡（英語版）
4. 05-04 パーウドム郡（英語版）
5. 05-02 トンプーン郡（英語版）

## 産業

### 経済特区
カジノ特区として知られるゴールデン・トライアングル経済特別区がトンプン郡にある。